# Fotodiode
En fotodiode er en halvlederdiode (en elektronisk komponent) med to tilledninger, som er beregnet til at fungere som en fotodetektor. De har et vindue eller optisk fiber, der er gennemsigtigt for det bølgelængdeinterval man ønsker. En fotodiode er en transducer, som konverterer elektromagnetisk stråling (fotoner) til elektrisk strøm og elektrisk spænding.
Faktisk er alle uindpakkede dioder fotofølsomme overfor en bølgelængde, der svarer til eller er mindre end halvlederbåndgabet i NP-overgangen eller PIN-overgangen. Når en diode absorberer fotoner med en egnet bølgelængde vil dioden fungere som en strømgenerator, der er stort set proportional med lysstyrken. Det er NP-zonen som under fotonabsorptionen genererer en elektron og et "hul" (fravær af elektron). Elektronerne vil hobe sig op ved anodesiden – og "hullerne" ved katodesiden af PN-overgangen.
En effektiv lysdiode fungerer også som en retningsbestemt fotodiode, men med det areal som lysdiodens linsetværsnit har. En solcellediode er "blot" en gigantisk fotodiode.

## Fotodiode uden bias (forspænding)
Fotodioden opfører sig her som en solcelle, hvor spændingen vil stige grundet fotonabsorbtion og afhængig af ydre belastning og belysningsstyrke og bølgelængde.

## Fotodiode med bias (forspænding)
Denne anvendelsestilstand gør at fotodioden reagerer hurtigere på lysændringer. Dette er nyttig i f.eks. optisk fiber modtagere. Fotostrømmen er nogenlunde lineart afhængig af lysstyrken.

## Bølgelængdefølsomhed
Fotodioders PN-overgang laves af forskellige grundmaterialer afhængig af hvilke bølgelængdeintervaller den ønskes af være følsom overfor:
| Materiale            | Bølgelængdeinterval (nm) |
| -------------------- | ------------------------ |
| Silicium             | 190–1100                 |
| Germanium            | 400–1700                 |
| Indiumgalliumarsenid | 800–2600                 |
| Bly(II)sulfid        | <1000-3500               |